# Železniška postaja Hrastnik
Železniška postaja Hrastnik je ena izmed železniških postaj v Sloveniji, ki oskrbuje bližnje naselje Hrastnik.